# Сташкявичюс, Игнас

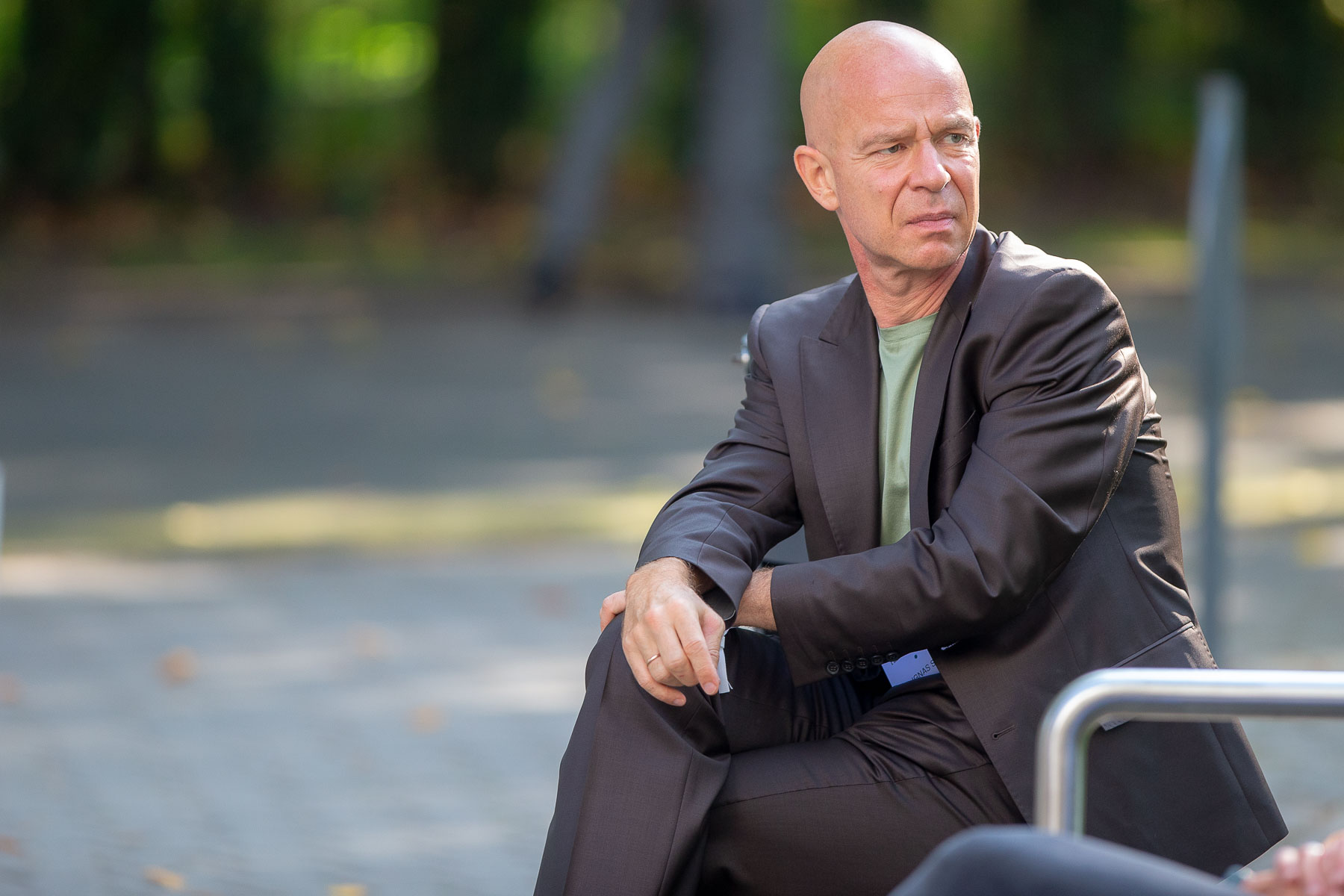
2020

Игнас Сташкявичюс (лит. Ignas Staškevičius; род. 7 мая 1970, Вильнюс) — литовский предприниматель, один из основателей и акционеров холдинговой компании «Vilniaus prekyba».
B 1994 году Игнас Сташкявичюс окончил Медицинский факультет Вильнюсского университета. Медик-педиатр.

## Vilniaus prekyba
Игнас Сташкявичюс c Нериюсом Нума и его братьями, братьями Марцинкявичюсaми создал сеть магазинов розничной торговли Maxima.
Игнас Сташкявичюс — oдин из акционеров Vilniaus prekyba. Oборот компании — 5,1 млрд литов.
Игнас Сташкявичюс — исполнительный директор «VP Market» (дo октября 2005 года).
Руководитель, председатель правления Eurofarmacijos vaistinės.